# 扉を叩く子
扉を叩く子（とびらをたたくこ）は1960年4月13日公開の日本映画。監督は井上芳夫。

## 概要
山崎謙太と井上芳夫の共同脚本のメロドラマ。5巻 1,917m 白黒 70分。

## ストーリー
戸田勝彦はかつて関東大学リーグでの名投手であった。いまは設計技師として、妻（冴子）をもっているが子供はいなかった。ある日、勝彦の出張中に、見知らぬ子供が一通の手紙を持って戸田家の扉を叩いた。手紙は、「子供（正彦）は思いがけない事情で勝彦との間に生まれた子であり、失業と病苦のため自分には育てられないから育ててほしい」という内容だった。これを読んだ冴子は憎しみと悲しみをおぼえた。出張から帰った勝彦と冴子は言い合った。正彦が「ほんとの母ちゃんのところへ行く」と行って家を飛び出した。勝彦と冴子は正彦をさがしているうちに、正彦を二人の子供として育てようという気になった。

## キャスト
- 戸田勝彦：川崎敬三
- 戸田冴子：野添ひとみ
- 真島順子：小野道子
- 真島正彦：葉山謙二
- 隣の奥さん：目黒幸子
- 煙草屋のおかみさん：町田博子
- デパートの店員：愛川まゆみ
- 建設事務所員：有川雄
- 女医：新宮信子
- 青年：森山雄二

## スタッフ
- 製作：武田一義
- 脚本：山崎謙太、井上芳夫
- 音楽：大森盛太郎
- 撮影：小林節雄
- 録音：三枝泰徐
- 照明：渡辺長治
- 監督：井上芳夫

## 同時上映
- 『ぼんち』